# Martín Slipak
Martín Hernán Slipak (Villa Crespo, Buenos Aires; 5 de noviembre de 1987) es un actor y director de escena argentino. Estudió teatro, canto y coreografía en la Escuela "Río Plateado" de Hugo Midón y también tuvo formación actoral con Nora Moseinco.

## Filmografía

### Cine
| Año  | Título                                | Papel             | Notas                     |
| ---- | ------------------------------------- | ----------------- | ------------------------- |
| 1997 | Fuga de cerebros                      | Huguito           |                           |
| 1998 | La sonámbula, recuerdos del futuro    | Andrés Kluge      |                           |
| 1999 | 76 89 03                              |                   |                           |
| 2001 | Causa efecto                          |                   |                           |
| 2003 | Whisky Romeo Zulu                     | Pequeño T         |                           |
| 2007 | La señal                              | Toto / Sergio     |                           |
| 2008 | El ojo único                          | Walter            | Cortometraje              |
| 2009 | Homero Manzi, un poeta en la tormenta |                   |                           |
| 2009 | Fantasmas de la noche                 |                   |                           |
| 2010 | Te extraño                            | Adrián            |                           |
| 2010 | Sin retorno                           | Matías Fustiniano |                           |
| 2012 | Dromómanos                            |                   |                           |
| 2013 | Habi, la extranjera                   | Hassan            |                           |
| 2015 | Cómo ganar enemigos                   | Lucas Abadi       |                           |
| 2015 | All Night Long                        | Hombre            | Cortometraje              |
| 2015 | Upa! 2: el regreso                    | Martín            |                           |
| 2016 | Resurrección                          | Aparicio          |                           |
| 2016 | Historia breves                       | Sergio            | Segmento: Puertas adentro |
| 2017 | La novia del desierto                 | Rodrigo           |                           |
| 2017 | Mater                                 | Germán            |                           |
| 2017 | El cauce                              | Rubén             |                           |
| 2018 | Recreo                                | Ignacio "Nacho"   |                           |
| 2018 | Media hora                            | Matías            | Cortometraje              |
| 2018 | Todavía                               |                   |                           |
| 2019 | Tiempo perdido                        | Agustín Levi      |                           |
| 2019 | Céline                                |                   | Cortometraje              |
| 2020 | La isla visible                       | Martín            | Cortometraje              |
| 2021 | El cuento del tío                     | Emilio            |                           |
| 2021 | La teoría de los vidrios rotos        | Claudio Tapia     |                           |
| 2023 | Dos manzanas                          | Charles Darwin    |                           |

### Televisión
| Año       | Título                                      | Papel                  | Notas                                                  |
| --------- | ------------------------------------------- | ---------------------- | ------------------------------------------------------ |
| 1995-1996 | Magazine For Fai                            | Él mismo               | Conductor                                              |
| 1997      | Carola Casini                               | Mateo                  |                                                        |
| 1998      | Verdad consecuencia                         | Hernán                 |                                                        |
| 1999      | Perdona nuestros pecados                    | Nicolás                |                                                        |
| 2000      | Primicias                                   | Juan                   |                                                        |
| 2002      | Franco Buenaventura, el profe               | Demendié               |                                                        |
| 2003      | Resistiré                                   | César                  |                                                        |
| 2004      | El deseo                                    | Bruno                  |                                                        |
| 2005      | Botines                                     | Marcelo «El Superman»  | Episodio: «Poliladrones»                               |
| 2005      | Criminal                                    | Tino                   |                                                        |
| 2005      | Los Roldán                                  | Fredi                  |                                                        |
| 2006      | Vientos de agua                             | Mario                  | Episodio: «XII»                                        |
| 2006      | Un cortado, historias de café               |                        |                                                        |
| 2007      | Los cuentos de Fontanarrosa                 | Gerardo                | Episodio: «Toda la verdad»                             |
| 2008      | Socias                                      | Rodrigo                | Episodio: «Sexo, mentiras y video tapes»               |
| 2008      | Algo habrán hecho por la historia argentina | Roberto                |                                                        |
| 2008      | Tinta negra                                 |                        |                                                        |
| 2009      | Tratame bien                                | Damián Chokaklian      |                                                        |
| 2010      | Sutiles diferencias                         | Gabriel                | Especial de la Fundación Huésped                       |
| 2010      | Lo que el tiempo nos dejó                   | Juan                   | Episodio: «La ley primera»                             |
| 2011      | Gigantes                                    | Lautaro                | Episodio: «Ferrocidio»                                 |
| 2011-2012 | Ficciones cortas                            | Él mismo               | Conductor                                              |
| 2011-2012 | Los sónicos                                 | Oficial Ponte          |                                                        |
| 2012      | Babylon                                     | Víctor                 |                                                        |
| 2012      | 23 pares                                    | Enrique «Pollo» García | Episodio: «Intimidades públicas»                       |
| 2013      | Historias de corazón                        | Rodrigo                | Episodios: «La mamá de Santiago», «Ojos que no ven»    |
| 2013      | En terapia                                  | Andrés Jesús           |                                                        |
| 2014      | Doce casas, historia de mujeres devotas     | Pedro                  | Episodio: «Historia de Andrea»                         |
| 2014      | Cuentos de identidad                        | Varios                 |                                                        |
| 2014-2015 | Noche y día                                 | Sebastián Inchausti    |                                                        |
| 2015      | Historia de un clan                         | Franco Rizzo           |                                                        |
| 2015      | La casa                                     | Federico               | Episodio: «Candidato»                                  |
| 2015      | Variaciones Walsh                           | Isaías Bloom           | Episodio: «Las tres noches de Isaías Bloom»            |
| 2015      | Los siete locos y los lanzallamas           | Abogado                |                                                        |
| 2016      | Educando a Nina                             | Salomón «Salo» Yepes   |                                                        |
| 2016      | Las palomas y las bombas                    | Martín                 |                                                        |
| 2016      | La última hora                              | Ivo                    |                                                        |
| 2016      | Estocolmo                                   | Novio de Larissa       |                                                        |
| 2017      | En viaje                                    | Lorenzo «Lolo»         | Episodio: «Amigos con derechos (torcidos)»             |
| 2017      | La pulsera                                  | Zabalia                |                                                        |
| 2018      | Encerrados                                  | Julián Ayala           | Episodio: «Bajas»                                      |
| 2018      | Pasado de copas                             | Juan Brichetto         | Episodio: «River-Boca, el nacimiento de una rivalidad» |
| 2019      | Campanas en la noche                        | Alejandro Heredia      |                                                        |
| 2020      | Pepper, todo por un like                    | Pepper                 |                                                        |
| 2021      | Pequeñas Victorias                          | Bruno                  |                                                        |
| 2021      | Días de gallos                              | Moro                   |                                                        |
| 2021      | Maradona, sueño bendito                     | Dr. Marcos López       |                                                        |
| 2022      | El hincha                                   | Leo «Marciano»         |                                                        |
| 2023      | Ringo, gloria y muerte                      | Vicente Bonavena       |                                                        |
| 2023      | Gamer, una vida más                         | Rebo                   |                                                        |
| 2023      | Planners                                    | Lisandro               |                                                        |
| 2023      | El encargado                                | Maxi                   |                                                        |

### Web
| Año  | Título | Papel | Notas                   |
| ---- | ------ | ----- | ----------------------- |
| 2024 | Somos  | Diego | Episodio: «El contrato» |

## Teatro

### Como actor
| Año            | Título                                   | Papel                 | Lugar                                                |
| -------------- | ---------------------------------------- | --------------------- | ---------------------------------------------------- |
| 2000, 2008     | A propósito de la duda                   |                       | Centro Cultural Recoleta / Teatro Nacional Cervantes |
| 2001           | Un guapo del 900                         |                       | Casa del Teatro                                      |
| 2000-2002 2005 | Una bestia en la luna                    | Vicente               | Teatro Lorange / Multiteatro                         |
| 2002           | Cesárea                                  |                       | Teatro Lorange                                       |
| 2004           | El protagonista                          |                       | Paseo La Plaza                                       |
| 2005           | Rita, la salvaje                         |                       | Teatro del Círculo / Teatro Maipo                    |
| 2006           | Escarabajos                              |                       | Andamio 90                                           |
| 2007           | Camino del cielo                         |                       | Teatro San Martín                                    |
| 2007           | Hombres x la identidad                   |                       | Teatro Metropolitan Sura                             |
| 2008           | Un hombre torcido                        |                       | Teatro del Nudo                                      |
| 2009           | Taxi 2                                   |                       | Multiteatro                                          |
| 2009           | El león en invierno                      |                       | Teatro Regina                                        |
| 2010           | Marathon                                 |                       | Teatro Nacional Cervantes                            |
| 2011           | El cuento de la mujer del alergista      |                       | Multiteatro                                          |
| 2011           | Boulogne                                 |                       | Tadrón Teatro                                        |
| 2012           | Yepeto                                   |                       | Teatro Nacional Cervantes                            |
| 2012           | Sallinger                                |                       | Teatro San Martín                                    |
| 2013           | Love, love, love                         |                       | Multiteatro                                          |
| 2013           | La hipótesis del amor es la bondad       |                       | Elefante Club de Teatro                              |
| 2014-2015      | El principio de Arquímedes               |                       | Ciudad Cultural Konex / Teatro San Martín            |
| 2015           | Gigoló                                   |                       | Teatro Regio                                         |
| 2015           | Soplo al corazón                         |                       | Teatro Regina                                        |
| 2015           | Partitura inconclusa para dúo desafinado |                       | Teatro del Picadero                                  |
| 2016-2017      | Otelo                                    |                       | Teatro Regio                                         |
| 2018           | Ejercicios fantásticos del yo            | Álvaro Campos         | Teatro Coliseo                                       |
| 2018           | La tempestad                             |                       | Teatro San Martín                                    |
| 2018           | Indulgencia revelación arrepentimiento   |                       | Estudio Los Vidrios                                  |
| 2019           | Madre coraje                             | Requesón              | Teatro Regina                                        |
| 2019           | En cartel                                |                       | Teatro Nacional Cervantes                            |
| 2019           | 7 años                                   |                       | Teatro del Picadero                                  |
| 2020           | Jauría                                   |                       | Banfield Teatro Ensamble                             |
| 2021           | La ilusión del rubio                     | Facundo Rivera Alegre | Teatro Estudio                                       |

### Como director
| Año  | Título                           | Notas                    | Lugar                |
| ---- | -------------------------------- | ------------------------ | -------------------- |
| 2014 | Relato íntimo de un hombre nuevo | También como escenógrafo | Teatro El Extranjero |
| 2020 | En Grecia con mi amiga           | También como dramaturgo  | Microteatro          |

## Premios y nominaciones
| Año  | Organización               | Categoría                                               | Trabajao                      | Resultado | Ref(s) |
| ---- | -------------------------- | ------------------------------------------------------- | ----------------------------- | --------- | ------ |
| 2001 | Premios Estrella de Mar    | Revelación masculina                                    | Una bestia en la luna         | Ganador   | [ 1 ]  |
| 2001 | Premios ACE                | Revelación masculina                                    | Una bestia en la luna         | Ganador   | [ 2 ]  |
| 2001 | Premios Clarín             | Revelación masculina en teatro                          | Una bestia en la luna         | Ganador   | [ 3 ]  |
| 2007 | Premios ACE                | Mejor actor de reparto en drama                         | Camino del cielo              | Nominado  | [ 4 ]  |
| 2009 | Premios Estrella de Mar    | Mejor actor de reparto                                  | Taxi 2                        | Ganador   | [ 5 ]  |
| 2009 | Premio Clarín              | Revelación masculina en televisión                      | Tratame bien                  | Ganador   | [ 6 ]  |
| 2009 | Premios Martín Fierro      | Mejor actor de reparto en drama                         | Tratame bien                  | Nominado  | [ 7 ]  |
| 2010 | Premios Sur                | Mejor actor de reparto                                  | Sin retorno                   | Ganador   | [ 8 ]  |
| 2010 | Premios Sur                | Mejor actor revelación                                  | Sin retorno                   | Nominado  | [ 8 ]  |
| 2011 | Premios Cóndor de Plata    | Revelación masculina                                    | Sin retorno                   | Ganador   | [ 9 ]  |
| 2012 | Premios Estrella de Mar    | Mejor actor de reparto                                  | Yepeto                        | Nominado  | [ 10 ] |
| 2012 | Premios Trinidad Guevara   | Mejor actor de reparto                                  | Yepeto                        | Ganador   | [ 11 ] |
| 2013 | Premios ACE                | Mejor actor de reparto en comedia dramática y/o comedia | Love, love, love              | Nominado  | [ 12 ] |
| 2014 | Premios ACE                | Mejor actor de reparto en drama                         | El principio de Arquímedes    | Nominado  | [ 13 ] |
| 2014 | Premios Florencio Sánzchez | Mejor actor de reparto                                  | El principio de Arquímedes    | Nominado  | [ 14 ] |
| 2016 | Premios Estrella de Mar    | Mejor actor en drama                                    | El principio de Arquímedes    | Nominado  | [ 15 ] |
| 2016 | Premios Cóndor de Plata    | Mejor actor                                             | Cómo ganar enemigos           | Nominado  | [ 16 ] |
| 2018 | Premios ACE                | Mejor actor de reparto en comedia dramática y/o comedia | Ejercicios fantásticos del yo | Nominado  | [ 17 ] |
| 2021 | Premios ACE                | Mejor actor en drama y/o comedia dramática              | Jauría                        | Nominado  | [ 18 ] |